# Yeohang-myeon
Yeohang-myeon (koreanska: 여항면) är en socken i den södra delen av Sydkorea,  300 km söder om huvudstaden Seoul.  Den ligger i kommunen Haman-gun i provinsen Södra Gyeongsang.